# 1942年西敏法規採納法令
《1942年西敏法規采纳法令》是澳大利亚国会的一項法令，正式采纳了英国国会通过的《1931年西敏法規》的第2至6条。《采纳法令》所采纳的条文使得大英帝国的各自治领获得全面立法独立。《1931年西敏法規》的其他条文还限制了英国国会（作为帝国国会）针对自治领的立法权力。
随着《采纳法令》的通过，英国国会几乎完全放弃了针对澳大利亚联邦的立法权。对《西敏法規》的采纳效应追溯到1939年9月3日，即澳大利亚正式参与第二次世界大战的日期。
《采纳法令》的象征性意义大于实际法律效用。虽然澳大利亚从英国独立在当时已经广为國際社會所接受，但是《采纳法令》正式对世界宣示了澳大利亚的独立。《采纳法令》同时象征着澳大利亚的外交政策从以英国为中心转为以美国为中心。

## 背景
澳大利亚的独立进程是渐进发展的，其中基本没有事故。
1788年新南威尔士作为英国殖民地在悉尼成立。此后的数十年里，澳大利亚大陆的其他殖民地从新南威尔士分出，或分别建立。这些殖民地都在19世纪后半叶取得自治权，其中最早的是1852年获得自治的维多利亚殖民地。在此之前，所有的殖民地都已建立非选举产生的立法局对各地总督施政提出建议。
当《1900年澳大利亚联邦宪法法令》获得御准、1901年六个殖民地加入新成立的澳大利亚联邦时，澳大利亚联邦是大英帝国的一个自治领（Dominion）。作为自治领，澳大利亚获得了更大的自主权，但其法律性质仍是自治的殖民地。第一次世界大战终战时，参战的大多数自治领（澳大利亚、加拿大、新西兰、南非，但不包括纽芬兰自治领）在大英帝国的综合体制下各自分别签署了凡尔赛条约，并分别成为了国际联盟的创始成员。这是各自治领的自主地位在国际层面上的重要展示。

## 西敏法規
在1926年举行的英帝国首脑会议上，各自治领政府与英国政府决定支持1926年贝尔福宣言。此宣言宣示各自治领都是大英帝国的自治成员，各成员之间地位平等并于英国地位平等。《1931年西敏法規》为此宣言（以及帝国会议通过的其他决定）赋予法律效应。其中，最重要的是《西敏法規》规定英国国会不再拥有针对自治领立法的权力。在此之前，各自治领在法律上是英国的殖民地，没有独立的国际法地位。此后，自治领成为法律上独立的国家。
《西敏法規》通过后对加拿大、南非聯邦和爱尔兰自由邦直接生效。而澳大利亚、新西兰和纽芬兰则需要由本地议会批准后法令才会对其生效。此外加拿大对一部分与加拿大宪法有关的条文提出保留要求。
澳大利亚政界起初反对批准《西敏法規》。律政部长兼外交部长约翰·雷萨姆尤其反对批准法令，因为他担忧批准法令会削弱澳大利亚与英国的军事和政治联系。雷萨姆曾代表澳大利亚出席1926年帝国会议和1919年巴黎和会，富有外交经验，他认为英国与自治领地关系不应以成文法约定。但也有其他政治人物支持《西敏法規》，以及此法赋予澳大利亚的新的独立地位。
1930年，《西敏法規》通过之前，澳大利亚工党籍总理詹姆士·斯卡林推荐了时任首席大法官的艾萨克·艾萨克斯爵士出任澳大利亚总督，代替卸任的斯通海文子爵。这一做法推翻了之前的惯例，即英国君主依照英国首相的建议向澳大利亚总理提出若干人选供其选择。当时的澳大利亚政府在《西敏法規》通过之前，已经按照贝尔福宣言确立的自治领独立管理内政的原则，要求君主任命艾萨克斯。虽然时任英國君主乔治五世不喜欢艾萨克斯，但在1930年的帝国会议确认了贝尔福宣言之后，国王还是按照澳大利亚总理的建议任命了艾萨克斯。其他自治领也对这一宣示政治独立的举动表示了支持。

## 法令条文
《采纳法令》内容只有三条。第一条列出法令的简称，第二条规定法律从获得御准时生效，第三条规定《西敏法規》的采纳及效应追溯至1939年9月3日，即英国及包括澳大利亚在内的英帝国对德宣战之日（也就是第二次世界大战公认的开展日期）。《采纳法令》所采纳的《西敏法規》条文中，对澳大利亚影响最重要的包括如下的一些条文。
《西敏法規》第二条消除了《1865年殖民地法例有效性法令》的效应。因此自此条文被采纳起，澳大利亚联邦国会的立法在与英国法律有抵触的情况下不会自动失效。《西敏法規》第四条则规定英国国会的立法只有在某一自治领政府要求的情况下才对该自治领有效。
《西敏法規》第五条消除了英国对澳大利亚领海内的商用船运的控制权。第六条消除了英国君主将某些法律留置亲裁的权力，自此所有的国会立法都由澳大利亚总督代表君主行使御准权。